# ヨーロッパタイマイ

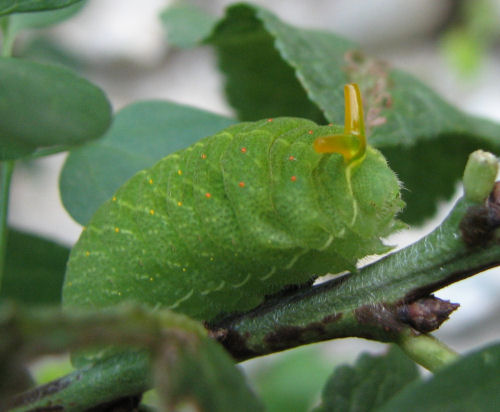
幼虫

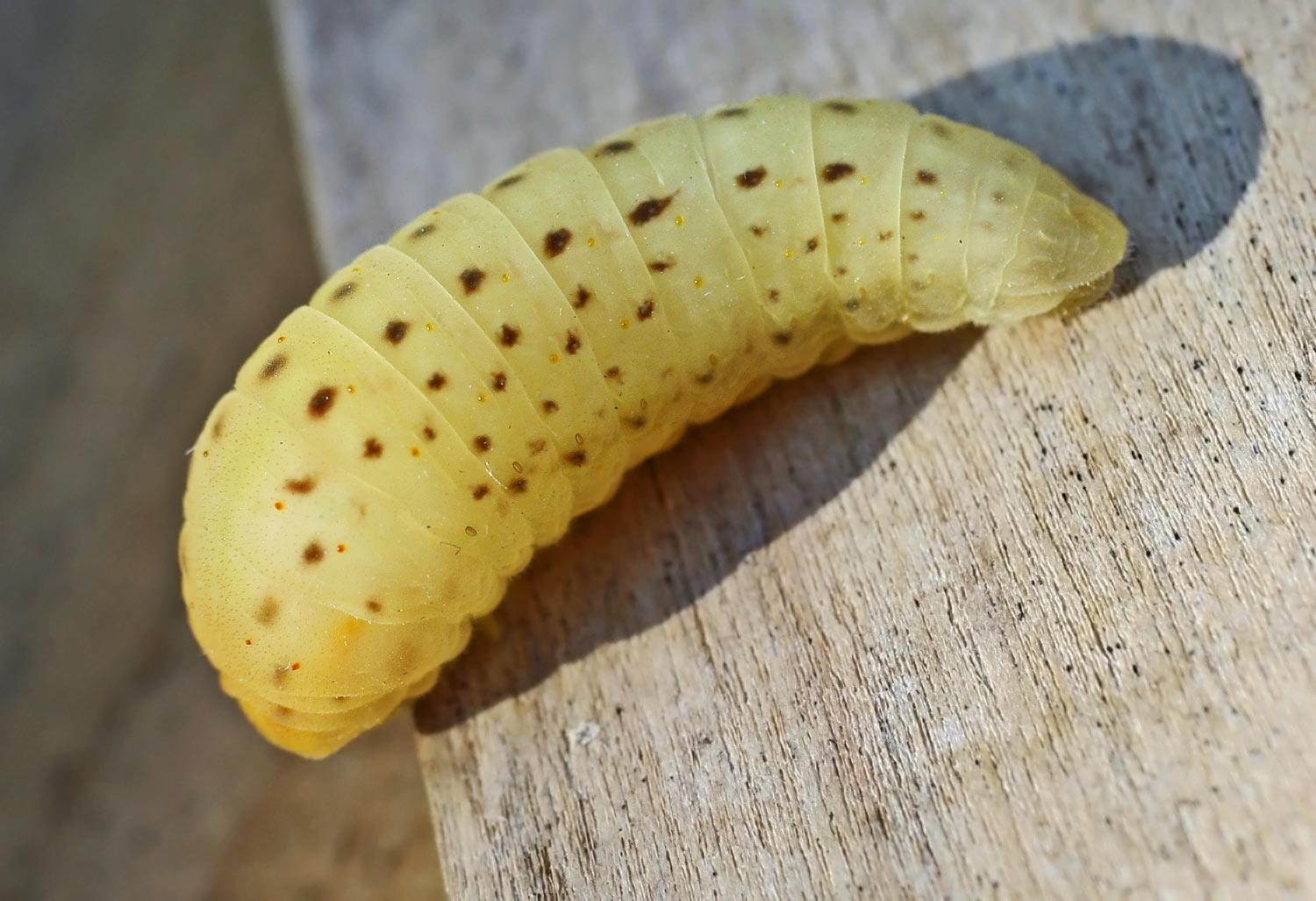
蛹

ヨーロッパタイマイ (Iphiclides podalirius) は、チョウ目（鱗翅目）・アゲハチョウ上科・アゲハチョウ科に分類されるチョウの一種。

## 分布
北アフリカ、ヨーロッパ、中国までの温帯アジアの広い範囲に分布する。

## 特徴
開長7.5cm。翅はクリーム色の地色に複数の黒い帯模様がある。

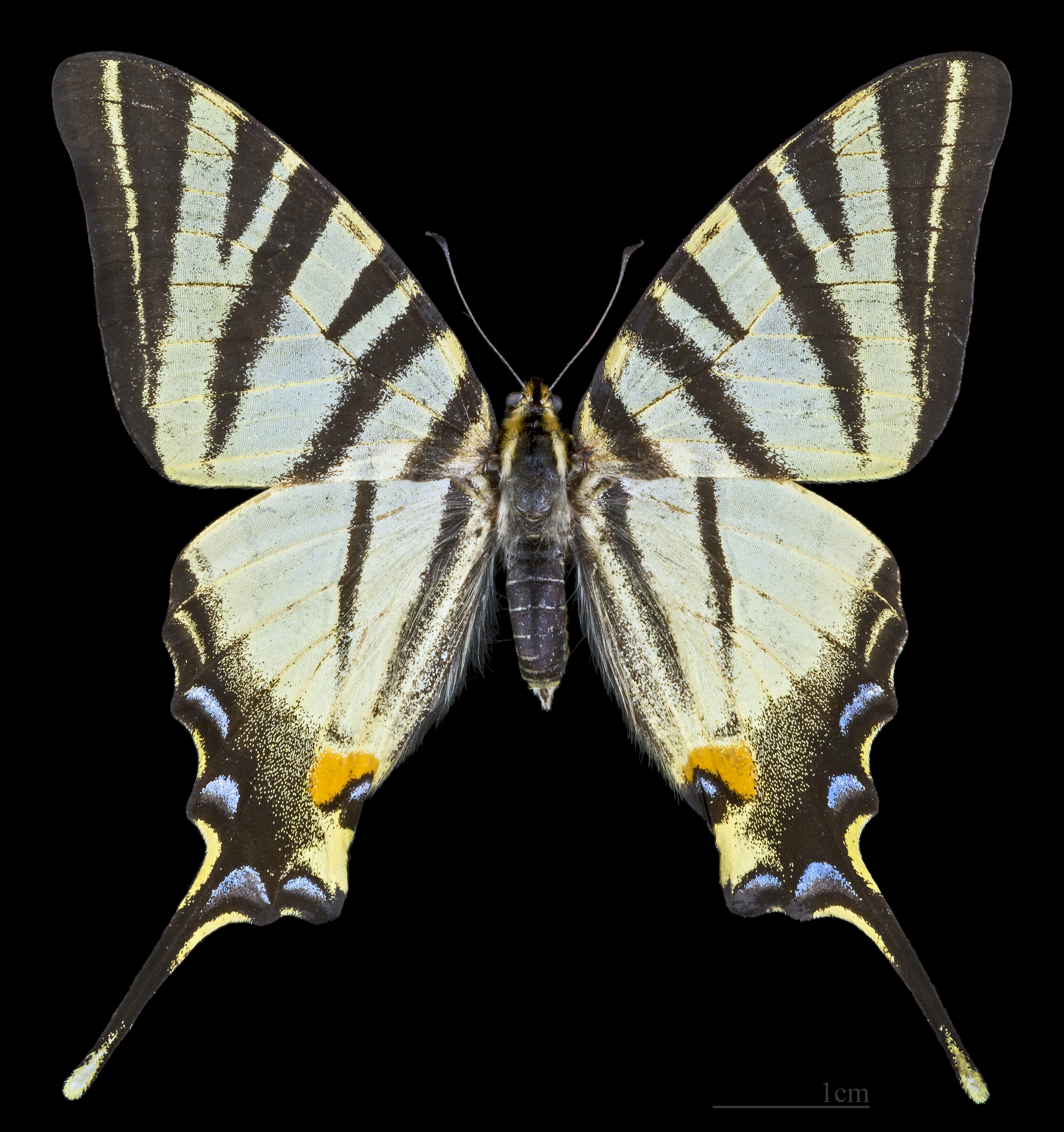
♂
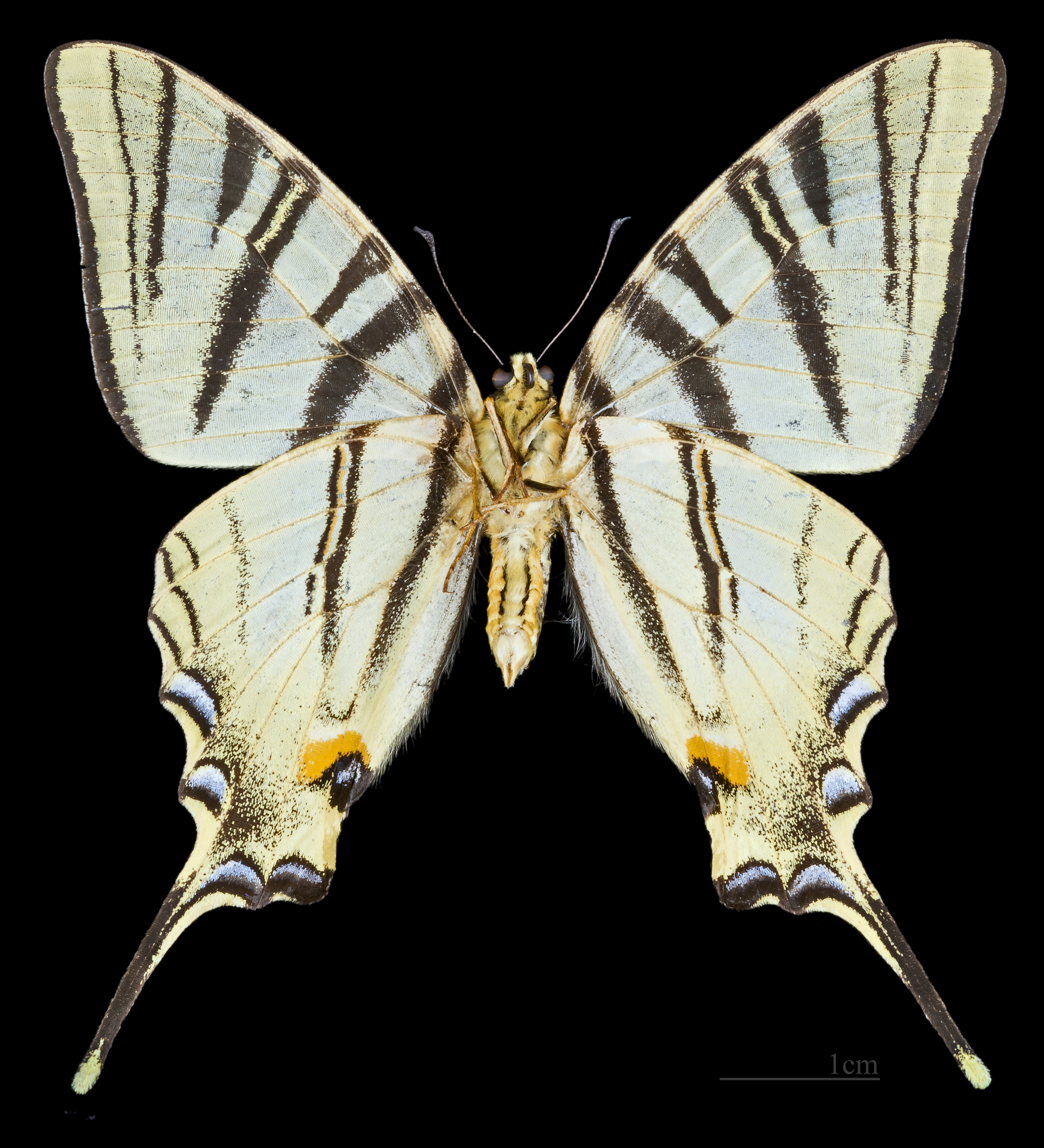
♂ △
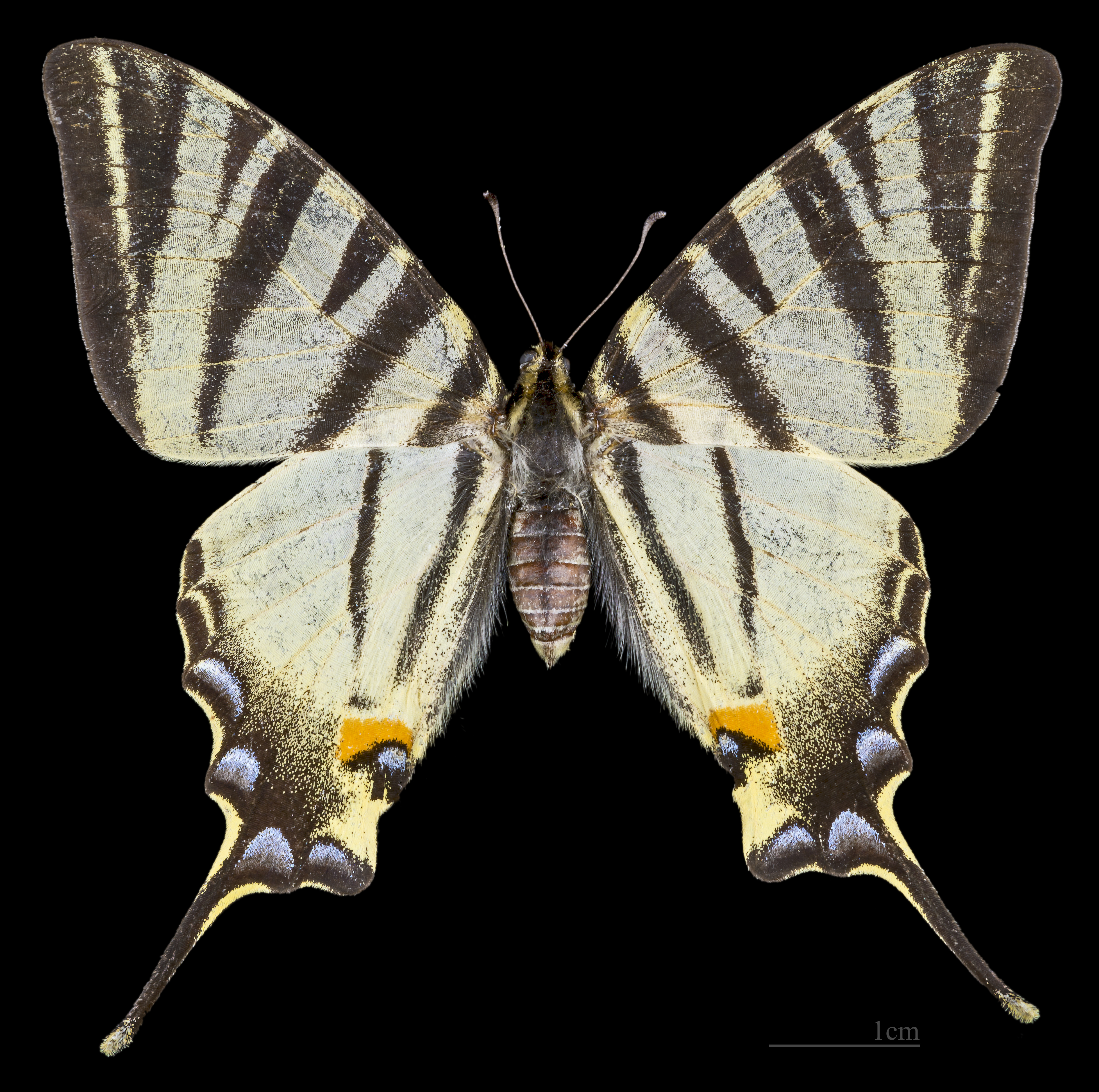
♀
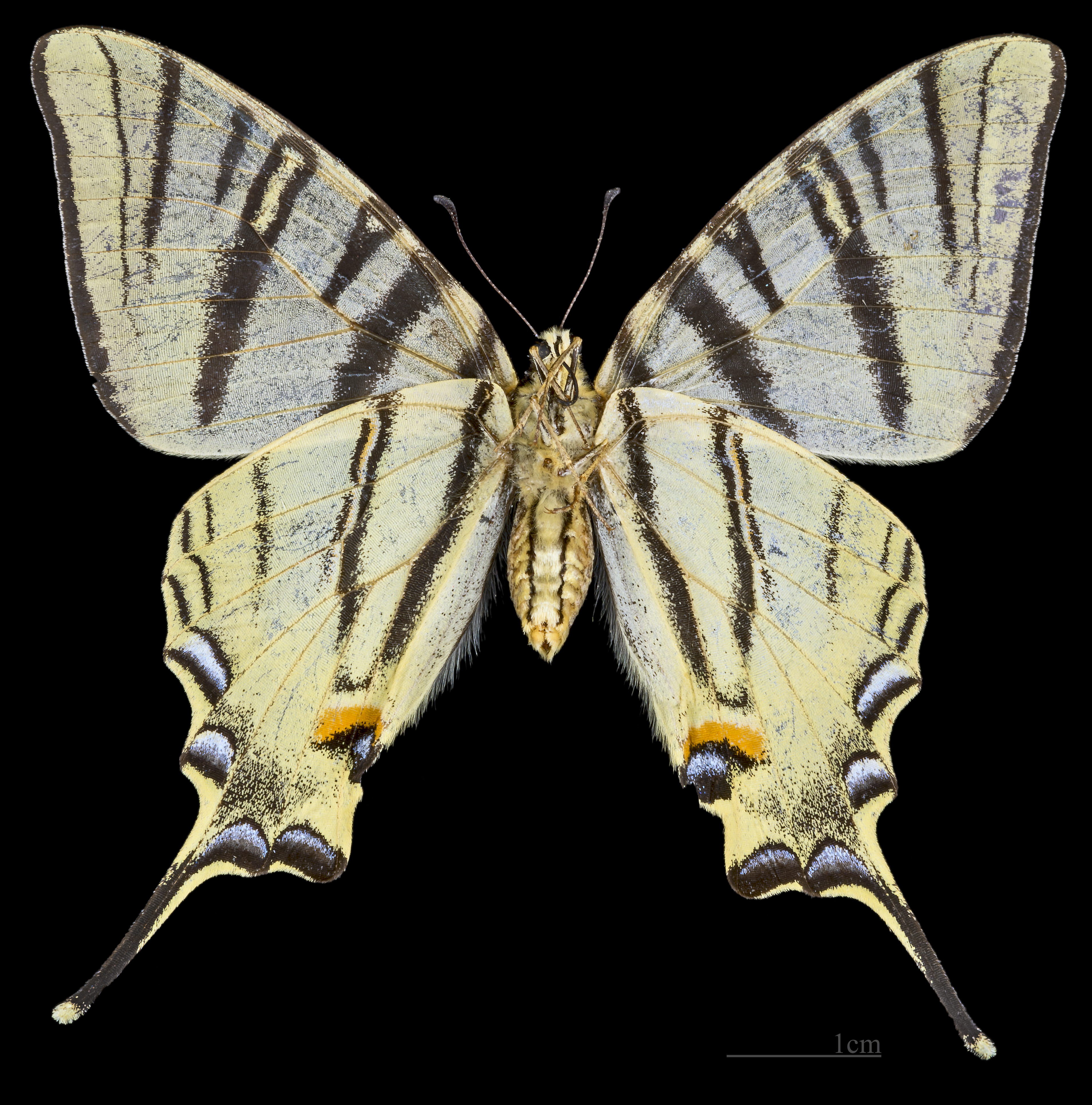
♀ △

草地に生息する。年2化。
バラ科の植物を食樹とする。